# Royal Small Arms Factory
La Royal Small Arms Factory (Real Fábrica de Armas Pequeñas) también conocida por el nombre Enfield, era una fábrica de fusiles propiedad del gobierno británico ubicada en Enfield, junto a Lee Navigation, en el valle de Lea. Algunas partes estaban en Waltham Abbey. La fábrica produjo rifles, mosquetes y espadas militares británicos a partir de 1816. La fábrica cerró en 1988, pero parte de su producción fue trasladada a otros sitios. La fábrica diseñó y fabricó muchas armas famosas del Ejército británico, incluidos los fusiles Lee-Enfield, que fueron el fusil de cerrojo estándar del Ejército británico durante ambas guerras mundiales.